# Ralf Donis
Ralf Donis (meist nur Donis, auch DJ Donis; * 27. März 1968 in Leipzig) ist ein deutscher Rocksänger, DJ, Entertainer und Autor.

## Werdegang
Seit 1989 tritt Donis als DJ auf. Dabei ist er auf keine musikalische Richtung festgelegt. Seit 1990 schreibt er für regionale Publikationen wie das Stadtmagazin kreuzer oder die Persona Non Grata über die Musikszene. Als Sänger wirkte er in den Gruppen Love Is Colder Than Death und Think About Mutation mit, sieben Alben nahm er mit den beiden Bands auf. Als Solokünstler coverte Donis 2008 den NDW-Hit Zauberstab von ZaZa und veröffentlichte im Juni 2015 den Track Paul ist tot auf einem Sampler, der der Leipziger Straßenzeitung kippe beigelegt war. Klavier spielte darauf Sebastian Krumbiegel, Gitarre Tim Thoelke. Diese drei haben gemeinsam mehrmals eine Vinyl-Revue im Leipziger Centraltheater aufgeführt. Donis wirkte auch in Thoelkes Comedy Roast Show im Neuen Schauspiel Leipzig mit. Die Zeit beschrieb ihn 2010 als „die böseste Rampensau“ der „Leipziger Untergrundcomedy“.
Donis ist Mitarbeiter des 1998 eröffneten Leipziger Clubs Tanzcafé Ilses Erika, für den er als Resident-DJ und Moderator tätig ist und verschiedene Eventkonzepte erarbeitete. Als Kenner der Leipziger Szene ist er gefragt und trat als solcher unter anderem 2011 im Dokumentarfilm Besser anders – Leipziger Subkulturen zwischen Rebellion und Anpassung auf. Er gilt als Experte für den Horrorfilm, über dieses Genre hält er auch Vorträge.

## Nachweise
1. ↑  Persona Non Grata: Autoren - Donis
2. ↑  Ralf Donis (Think About Mutation) covert NDW-Hit "Zauberstab", hell-zone.de, undatiert
3. ↑  Ralf Donis bei discogs.de
4. ↑  Krumbiegel, Thoelke und Donis zelebrieren Pop im Centraltheater, aus der Leipziger Volkszeitung vom 15. Mai 2013
5. ↑  Comedy Roast Show (Vol. 1) bei YouTube
6. ↑  Christian Fuchs, Gags von ganz unten, PDF auf der Homepage des Autors, aus Die Zeit vom 14. Oktober 2010; Online-Version editiert am 23. Mai 2017
7. ↑  Posing, Pop und Poesie. Die Ilse-Macher im Interview über 20 Jahre Clubkultur in Connewitz, kreuzer vom 1. Oktober 2018
8. ↑  Besser anders – Leipziger Subkulturen zwischen Rebellion und Anpassung, Cinémathèque Leipzig vom September 2011
9. ↑  Besser Anders–Subkulturen zwischen Rebellion und.., urbanite.net, Leipzig-Events, undatiert
10. ↑  Italo-Splatter im Crash-Kurs, Facsimile auf myspace
11. ↑  Die Max Rademann Show, askhelmut.de vom 8. Januar 2018

| Personendaten    | Personendaten                        |
| ---------------- | ------------------------------------ |
| NAME             | Donis, Ralf                          |
| ALTERNATIVNAMEN  | Donis                                |
| KURZBESCHREIBUNG | deutscher Sänger, DJ und Entertainer |
| GEBURTSDATUM     | 27. März 1968                        |
| GEBURTSORT       | Leipzig                              |